# Stazione meteorologica di Palmoli
La stazione meteorologica di Palmoli è la stazione meteorologica di riferimento relativa alla località di Palmoli.

## Coordinate geografiche
La stazione meteorologica si trova nell'area climatica dell'Italia centrale, in cui è compreso l'intero territorio regionale dell'Abruzzo, in provincia di Chieti, nel comune di Palmoli,  a 711 metri s.l.m. e alle coordinate geografiche 41°56′N 14°35′E.

## Dati climatologici
In base alla media trentennale di riferimento 1961-1990, la temperatura media del mese più freddo, gennaio, si attesta a +3,6 °C; quella del mese più caldo, agosto, è di +22,3 °C .
| Palmoli            | Mesi | Mesi | Mesi | Mesi | Mesi | Mesi | Mesi | Mesi | Mesi | Mesi | Mesi | Mesi | Stagioni | Stagioni | Stagioni | Stagioni | Anno |
| Palmoli            | Gen  | Feb  | Mar  | Apr  | Mag  | Giu  | Lug  | Ago  | Set  | Ott  | Nov  | Dic  | Inv      | Pri      | Est      | Aut      | Anno |
| ------------------ | ---- | ---- | ---- | ---- | ---- | ---- | ---- | ---- | ---- | ---- | ---- | ---- | -------- | -------- | -------- | -------- | ---- |
| T. max. media (°C) | 6,2  | 7,5  | 10,3 | 14,7 | 19,1 | 23,7 | 26,8 | 27,1 | 23,1 | 16,8 | 11,6 | 8,6  | 7,4      | 14,7     | 25,9     | 17,2     | 16,3 |
| T. min. media (°C) | 1,0  | 1,4  | 3,4  | 7,0  | 10,7 | 14,6 | 17,3 | 17,5 | 14,5 | 10,0 | 6,1  | 3,1  | 1,8      | 7,0      | 16,5     | 10,2     | 8,9  |